# 库利科夫斯基农村居民点
库利科夫斯基农村居民点（俄语：Куликовское сельское поселение）是俄罗斯联邦伏尔加格勒州新尼古拉耶夫斯基区所属的一个农村居民点。其下辖有3个居民点，行政中心为库利科夫斯基。据2016年统计，该农村居民点的人口为1092人。